# Giuseppe Pessina (fotografo)
Giuseppe Pessina (Lecco, 1879 – Cusano Milanino, 1973) è stato un fotografo e fotoreporter italiano.

## Biografia
Inizia la sua attività di fotoreporter sin dal 1895, attività che lo porterà a documentare momenti drammatici della prima guerra mondiale, come la battaglia di Caporetto. Il giovane Pessina, arruolatosi, partì per il fronte con sette macchine fotografiche, documentando la vita quotidiana dei soldati: il trasporto dei mezzi di artiglieria tra la neve, i momenti di riposo, ufficiali in posa, camionette ribaltate in mezzo al fango, civili in fuga.
Si occuperà inoltre di cronaca locale, di sport (gare ciclistiche) e di escursioni alpinistiche alle quali egli stesso partecipa. Nel 1905 riceve il diploma di socio della Società Fotografica Italiana, nel 1907 gli viene assegnato il diploma di merito al Primo concorso mondiale di fotografia artistica e scientifica a Torino.
Il suo vasto archivio è stato donato in parte ai Musei Civici di Lecco e in parte al Gruppo 66 di cui era diventato socio onorario a partire dal 1966 quando aveva già 86 anni.

## Mostre
Tra le sue mostre:
- Galleria Il Diaframma - Milano, 1968
- Retrospettive - Bormio Sesto San Giovanni, Lecco